# Ронове

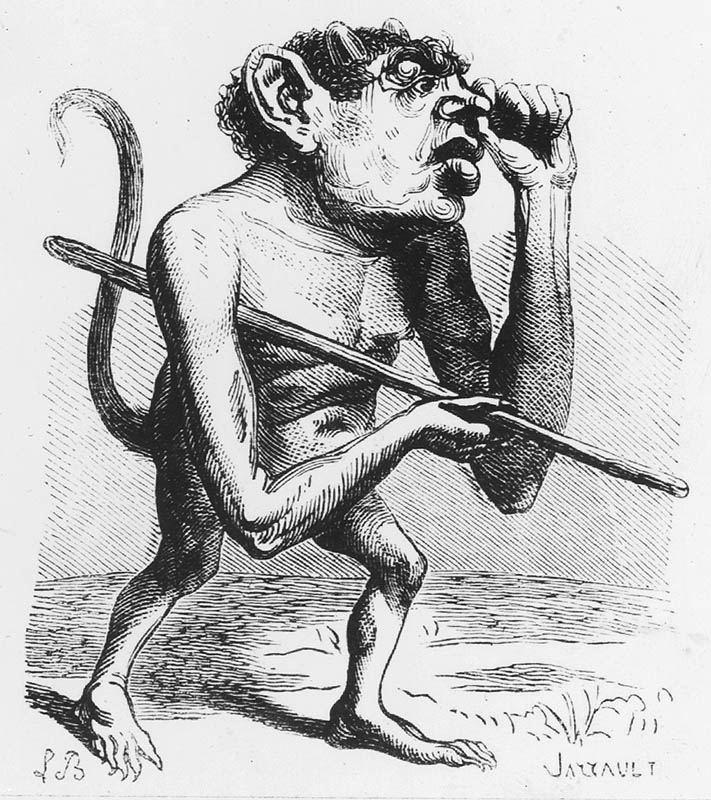
Ронове. З книги «Пекельний словник»

Ронове́ (фр. Ronové, Ronwe або Ronoweh) — у демонології маркіз та пекельний граф, якому підкоряються двадцять армій демонів; в окультній традиції 27-й дух, маркіз і граф Арс Ґоетії.

## Опис
У демонології Ронове вчить мистецтву, риториці, допомагає в розумінні іноземних мов, дає добрих і вірних слуг, а також прихильність друзів і ворогів.
Ронове зображають як чудовисько з посохом без деталізації його зовнішності. Його також описують як збирача душ. Він часто приходить на землю, щоб зібрати душі старезних людей і тварин, яким прийшов час умирати.
Щоб підпорядкувати його, потрібно мати сиґіл, що згідно з Ґоетією, повинен бути виготовлений з міді та срібла, змішаного в рівних пропорціях або лише зі срібла.